# Homme-machine

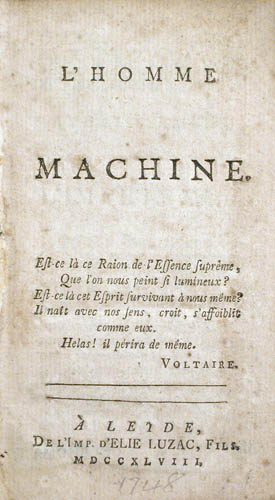
Page de titre de l'édition originale de L’Homme-machine, ouvrage de Julien Offray de la Mettrie (1747)

Ne doit pas être confondu avec Interactions homme-machine.
La théorie de l'Homme-machine est un postulat éthologique issu du mouvement mécaniste, soulevé par René Descartes.
Son concept est dérivé de celui d'« animal-machine », énoncé un siècle plus tôt par Descartes.
Il a été initié et développé par le médecin-philosophe libertin Julien Offray de La Mettrie (1709-1751)  dans son ouvrage L’Homme-machine, paru en 1747 à Leyde.

## Ancrage philosophique
Dans cet ouvrage, La Mettrie exprime une philosophie ouvertement  matérialiste, notamment quand il écrit : 

« Qui sait si la raison de l'existence de l'homme ne serait pas dans son existence même ? Peut-être a-t-il été jeté au hasard sur la surface de la Terre [...] semblable à ces champignons qui paraissent d'un jour à l'autre, ou à ces fleurs qui bordent les fossés et couvrent les murailles. »

Selon lui, c'est à tort que « nous imaginons ou plutôt nous supposons une cause supérieure ».

« Concluons donc hardiment que l'homme est une machine et qu'il n'y a dans tout l'Univers qu'une seule substance. Ce n'est point ici une hypothèse [...], l'ouvrage de préjugé ou de ma raison seule. [...] mais [...] le raisonnement le plus vigoureux [...] à la suite d'une multitude d'observations physiques qu'aucun savant ne contestera. »

## Réception
Selon le philosophe Yves Charles Zarka, le concept homme-machine préfigure à la fois les techniques d'interactions homme-machine, qui se mettent en place à la fin du XXe siècle, et la théorie de l'homme augmenté du transhumanisme.